# Midnight Blue
Midnight Blue is een nummer van de Amerikaanse Foreigner-zanger Lou Gramm. Het is de eerste single van zijn eerste soloalbum Ready or Not uit 1987. Op 31 januari dat jaar werd het nummer eerst op single uitgebracht in de VS en Canada en in mei volgden Europa, Australië en Nieuw-Zeeland.

## Achtergrond
De single was alleen succesvol in de Verenigde Staten, Canada, Australië, Nieuw-Zeeland, Duitsland en Nederland. In  thuisland de VS werd de 5e positie behaald in de Billboard Hot 100, in Canada de 15e, Australië de 8e, Nieuw-Zeeland de 40e, Duitsland de 45e en in het Verenigd Koninkrijk de 82e positie in de UK Singles Chart.
In Nederland was de plaat op vrijdag 8 mei 1987 Veronica Alarmschijf op Radio 3 en werd een radiohit in de destijds twee landelijke hitlijsten op de nationale publieke popzender. De plaat bereikte de 19e positie in de Nederlandse Top 40 en de 29e positie in de Nationale Hitparade Top 100. In de op donderdag 25 juni 1987 voor het laatst op Radio 3 uitgezonden Europese hitlijst; de TROS Europarade, werd géén notering behaald.
In België behaalde de plaat géén notering in zowel de voorloper van de Vlaamse Ultratop 50 als de Vlaamse Radio 2 Top 30 en de Waalse hitlijst.